# Stanisław Paszke
Stanisław Leon Paszke (ur. 6 listopada 1894 w Krobi, zm. 28 lipca 1974 w Poznaniu) – dyrygent, kompozytor, nauczyciel muzyki, kapitan kapelmistrz Wojska Polskiego.

## Życiorys
Stanisław Leon urodził się w Krobi, w rodzinie Karola, zegarmistrza, i Józefy z domu Dechnik. Kształcił się w Konserwatorium Kaysera w Berlinie, a prywatnie uczył się gry na flecie, kompozycji i dyrygentury. 
20 lipca 1922 roku został przyjęty do Wojska Polskiego w charakterze urzędnika wojskowego XI rangi. W 14 Pułku Artylerii Polowej, a następnie 15 Pułku Ułanów w Poznaniu był kapelmistrzem orkiestry. Od 1927 roku pełnił służbę w 60 Pułku Piechoty w Ostrowie Wielkopolskim, w którym także prowadził orkiestrę dętą i symfoniczną oraz amatorski chór mieszany „Moniuszko”. Otrzymał awans na kapitana. 
Podczas II wojny światowej był jeńcem obozu w Prenzlau, organizując w nim oflagową orkiestrę dętą oraz komponował pieśni patriotyczne. Został uwolniony i w roku 1946 powrócił do kraju. W Ostrowie prowadził przez jakiś czas amatorską orkiestrę symfoniczną. W następnym roku przyjechał do Poznania w którym przez okres 15 lat był dyrygentem oraz kierownikiem artystycznym Reprezentacyjnej Orkiestry Kolejowej Okręgu Poznańskiego przy Zakładach Naprawczych Taboru Kolejowego. Przez wiele lat organizował oraz wykładał na kursach nauczycielskich dla dyrygentów orkiestr dętych i instruktorów muzycznych w: Wielkopolskim Związku Chórów i Orkiestr, Lubuskim Towarzystwie Muzycznym im. Henryka Wieniawskiego, Pałacu Kultury w Poznaniu, a także w orkiestrach strażackich województw poznańskiego i zielonogórskiego. 
Jego żoną była Zofia Helena Jaszcz (ur. 7 kwietnia 1898 w Berlinie), którą poślubił w Poznaniu 6 czerwca 1922 roku. Mieli trójkę dzieci: Jerzego Aleksandra (ur. 2 września 1923 w Poznaniu), Urszulę Marię (ur. 25 marca 1925 w Poznaniu) i Tadeusza Kazimierza Antoniego (ur. 8 czerwca 1931 w Ostrowie Wielkopolskim).
Na emeryturę przeszedł w roku 1962 i pełniąc jeszcze na niej szereg funkcji społecznych w amatorskim ruchu muzycznym. Zmarł w Poznaniu 28 lipca 1974 roku. Został pochowany 1 sierpnia 1974 na Cmentarzu Junikowo w Poznaniu (pole 6-3-4-120).

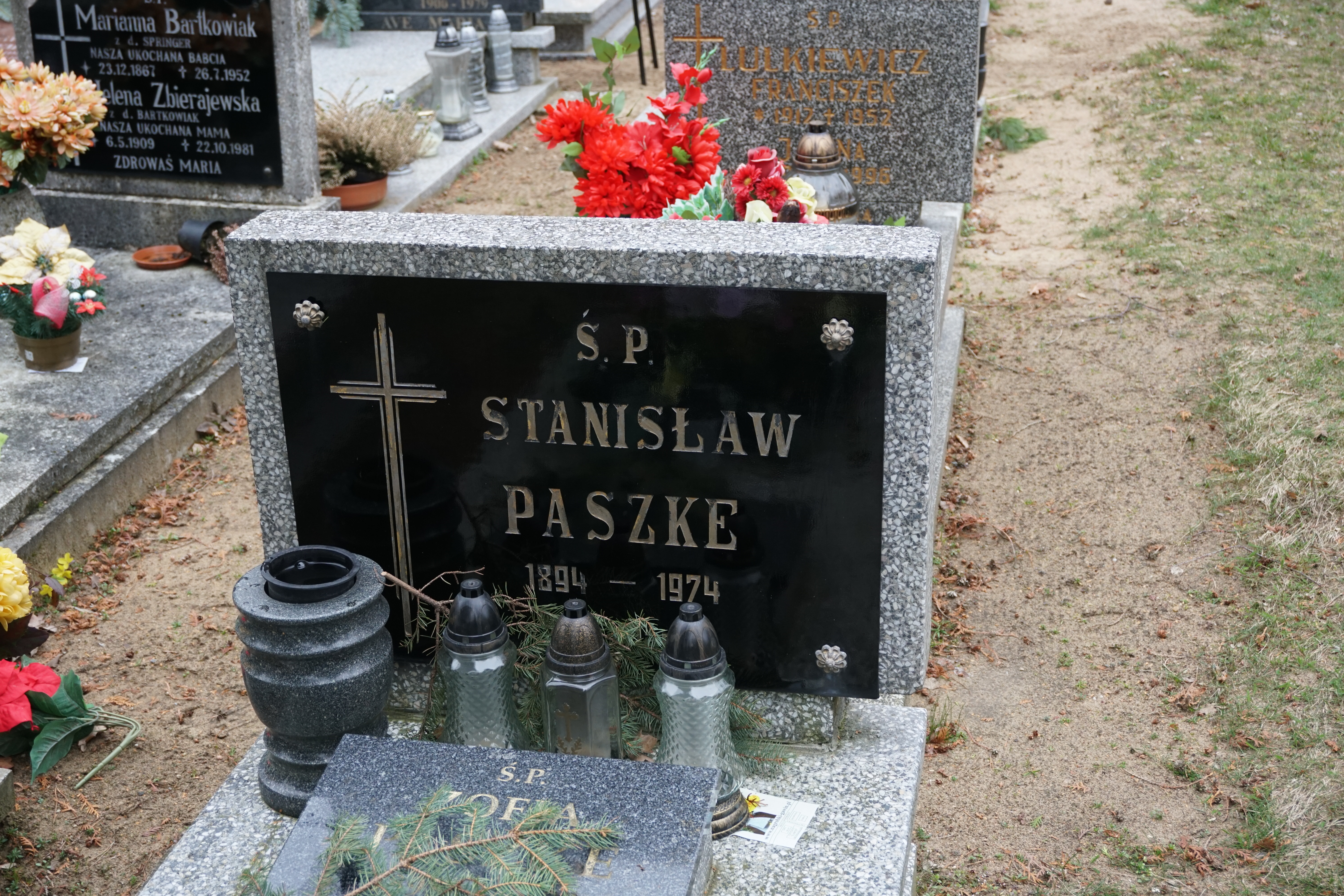
grób Stanisława Paszkego na Cmentarzu Junikowskim

Jego liczne kompozycje orkiestrowe, m.in. marsze Wojskowe fanfary i Gród Przemysława, często wykonywały orkiestry dęte i ludowe. Skomponował wielu utworów wokalnych i pieśni.

## Ordery i odznaczenia
- Srebrny Krzyż Zasługi (10 listopada 1928)[5]